# Catocala powelli
Catocala powelli là một loài bướm đêm trong họ Erebidae.